# Doodia scaberula
Doodia scaberula là một loài dương xỉ trong họ Blechnaceae. Loài này được Parris mô tả khoa học đầu tiên năm 1978.
Danh pháp khoa học của loài này chưa được làm sáng tỏ. 